# Famille de Bray (Picardie)
La famille de Bray est une famille subsistante de la noblesse française, originaire d'Amiens en Picardie.
Issue de la bourgeoisie marchande d'Amiens au XVIIe siècle, elle donna une branche anoblie en France sous la Restauration en 1827 avec le titre de baron. Une autre branche fut anoblie en Bavière en 1813 avec le titre de comte et autorisée en 1848 à s'appeler de Bray-Steinburg. Cette branche a subsisté avec distinction en Allemagne, mais elle est aujourd'hui éteinte.
La branche française donna au XIXe siècle, des négociants, un maire d'Abbeville (1826), des conseillers généraux et députés de la Somme, un gentilhomme de la chambre du roi sous la Restauration.
La branche de Bray-Steinburg donna au XIXe siècle, un chambellan et conseiller d'État du roi de Bavière, un président du conseil des ministres avec attribution du ministère des Affaires étrangères de Bavière, trois diplomates, etc.

## Histoire
La filiation suivie de la famille de Bray commence avec Adrien de Bray qui épousa en 1654 à Amiens Marie Godde et fut le père d'un autre Adrien de Bray, né en 1658 à Amiens.
Adrien Bray, son fils, échevin d'Amiens, épouse, le 10 août 1687, Catherine Le Maire. Il figure à l'Armorial général de 1696 avec la qualification de marchand bourgeois d'Amiens. Il laissa trois fils, François, Pierre et François-Alexandre de Bray, qui furent les auteurs de trois branches.
Gustave Chaix d'Est-Ange écrit en 1907 au sujet des différentes familles françaises du nom "de Bray" :

« Il a existé un certain nombre de familles de Bray que les généalogistes ont plus ou moins habilement cherché à greffer les unes sur les autres.

La plus ancienne de ces familles, éteinte au cours du XIVe siècle, a occupé au moyen âge un rang considérable dans la noblesse de Normandie (...)
Il a existé, dans le même pays de Cotentin, une seconde famille de Bray. Le chef de cette famille, Jean de Bray, du lieu de Saint-Eny, en l'élection de Carentan, fut déclaré usurpateur de noblesse lors de la célèbre recherche de Montfaut, en 1463, et soumis à la taille il fut dans la suite anobli en 1470 en vertu de la charte des francs-fiefs (...) Cette seconde famille de Bray posséda, entre autres biens, les seigneuries du Hautquesney et de Lesmonderie et s'éteignit en 1770.

Une troisième famille de Bray compte de nos jours de nombreux représentants. Elle est originaire de Picardie et appartenait simplement au XVIIe siècle, à la bourgeoisie d'Amiens. Le chevalier de Courcelles, qui en a donné une généalogie dans le cinquième volume de son Dictionnaire de la noblesse (1823), a cherché à la rattacher à la famille précédente. Il en fait remonter la filiation à un Jean de Bray qui habitait Amiens sous Louis XIII et fait de ce Jean de Bray un fils puîné, inconnu des généalogistes anciens, de Jacques de Bray, seigneur du Hautquesney, qui épousa en 1595 Catherine Pleurbeurre. »

Elle est une famille subsistante de la noblesse française.

## Noblesse
Branches françaises :
- François Marie Eugène de Bray (1779-1855) fut anobli avec le titre de baron héréditaire avec institution en majorat de son domaine de Rainneville (Somme), par lettres patentes du roi Charles X du 26 avril 1827[3], [1],[4].
- François-Alexandre de Bray (né en 1700), seigneur de Flesselles (basse justice) après son achat en 1744 à la famille de Prégy[5] fut reçu en 1755 conseiller en la Cour des monnaies de Paris et anobli par ces fonctions[1].
- Alexandre-Joseph Debray de Valfresne (né en 1756) fut l'auteur d'une branche demeurée non noble sous le nom « de Bray de Valfresne » [1].

Branche fixée en Bavière :
- Franz Gabriel von Bray (1765-1882) reçut le titre héréditaire de comte par diplôme du roi de Bavière du 20 février 1813. Il fut confirmé dans sa noblesse en France le 29 juin 1819 par lettres patentes du roi Louis XVIII[1],[4].

## Filiation
- Jean de Bray, marié à N.
  - Adrien de Bray, fils du précédent, épousa en 1654 Marie Godde.
    - Adrien de Bray né à Amiens en 1658, fils du précédent, marchand bourgeois et échevin d'Amiens, épousa en 1687  Catherine le Maire dont : François, Pierre et François-Alexandre, auteurs de trois branches[1].

1re branche subsistante
François de Bray (1688-1726), auteur de la branche aînée, épouse en 1718 Marie-Jeanne Galand (1693-1779), fille de Martin Galand (1658-1710), marchand et échevin de la ville d'Amiens, sœur de François Galand, maire d'Amiens en 1738. Leur fils, François Debray, sieur de Valfresne, marié en 1748 à Marie-Angélique de Lalau, laisse à son tour deux fils.
- Joseph François Debray-Chamont (1749-1792), né le 4 juillet 1749 à Amiens, mort le 11 avril 1792 à Paris, l'ainé, marié en 1777 à Louise Chamont, commerçant-drapier à Amiens. Il est élu député de la Somme en 1791 à l'Assemblée législative. Il est l'auteur d'un projet de loi relatif à la liquidation des propriétaires d'offices, interrompu par sa mort survenue en cours de législature[6]. Il laisse deux fils qui ont eu postérité l'un et l'autre[1] Cette branche est subsistante au XXIe siècle[7].
  - Joseph François de Bray (1778-1837), né le 8 février 1778 à Amiens, mort le 14 octobre 1837. Il est membre du collège électoral de la Somme, capitaine d'une compagnie de Grenadiers au camp de Saint-Omer, puis adjoint au maire d'Amiens. Il est chevalier de la Légion d'Honneur.
  -  François Marie Eugène de Bray (1779-1855), né à Amiens le 11 juin 1779, mort à Paris (Passy), le 10 octobre 1855, conseiller général de la Somme, gentilhomme de la chambre du roi, membre du conseil général de la Seine, chevalier de la Légion d'Honneur. Sous la seconde Restauration, il est anobli avec le titre de baron héréditaire avec institution en majorat de son domaine de Rainneville (Somme), par lettres patentes du roi Charles X du 26 avril 1827[3],[1].
- Alexandre-Joseph Debray de Valfresne (né en 1756), auteur du second rameau de cette branche. Il est conseiller général de la Somme, officier de la Légion d'honneur, et il épouse en 1793 Mlle de Vérité. Sa descendance, demeurée non noble, continua sous le nom « de Bray de Valfresne »[1],[8].

2e branche (éteinte)
Pierre de Bray, auteur de la seconde branche, né en 1692, se fixa à Rouen après son mariage en 1721 avec Elisabeth Taillet, fille d'un échevin de cette ville. Son fils, Pierre- Augustin de Bray, négociant à Rouen, puis à Paris, chargé de la direction des mines du Quercy, épouse à Nantes en 1759 Anne le Faon de la Trémininière. Il a deux fils Pierre-Auguste-Laurent et François-Gabriel de Bray, qui sont les auteurs de deux rameaux. Cette branche est éteinte en ligne masculine. :
- Pierre Augustin Laurent de Bray, né à Rouen en 1761, négociant, marié à Julie Thierry de Ville-d'Avray, décédé à Abbeville en 1835. Il est maire d'Amiens en 1808 (et pas d'Abbeville, où il n'y a pas de maire Debray/de Bray pour l'ensemble de cette époque), et député de la Somme de 1827 à 1830. Marié 2 fois. On ne connaît pas de principe d'anoblissement à ce rameau[1].
- François Gabriel de Bray (1765-1832). Il se réfugie en Bavière à l'époque de la Révolution où il devient chambellan du roi de Bavière et conseiller d'État, sous le nom de  Franz Gabriel von Bray. Il est nommé ministre plénipotentiaire du roi de Bavière près de diverses cours, dont celle de Russie à Saint-Pétersbourg. C'est à la cour de l'empereur de Russie qu'il échange des propos philosophiques avec Joseph de Maistre, ministre plénipotentiaire du roi de Sardaigne et avec le sénateur russe Tamara, qui font l'objet du célèbre ouvrage posthume de Joseph de Maistre (dans lequel il est nommé anonymement le chevalier B), intitulé « Les Soirées de Saint-Petersbourg ». Il épouse en 1805 Sophie de Löwenstern, d'une famille noble de Livonie. Il reçoit le titre héréditaire de comte par diplôme du roi de Bavière du 20 février 1813. Il est confirmé dans sa noblesse en France le 29 juin 1819 par lettres patentes du roi Louis XVIII.
  - Otto de Bray-Steinburg (1807-1899), fils du précédent, connu en Bavière sous le nom d'Otto von Bray-Steinburg. Il épouse la Princesse Hypolyta Dentice di Frasso et réside dans le château de Irlbach, au sud de Ratisbonne. Il exerce divers postes diplomatiques ou ministériels, avant d'être nommé président du conseil des ministres de Bavière. Il dirige la délégation de Bavière lors des négociations qui aboutissent au rattachement du royaume de Bavière à l'Empire allemand proclamé à Versailles le 18 janvier 1871, avec la nomination du Kaiser Guillaume Ier de Prusse.
    - Hippolyte de Bray-Steinburg, fils d'Otto Hugo Gabriel, né en 1842, ministre plénipotentiaire bavarois, marié en 1871 à la comtesse Anne von Medem. Gustave Chaix d'Est-Ange écrit au sujet de cette branche (en 1907) : « Cette branche cadette se perpétuait en Bavière jusqu'au XXe siècle avec une grande distinction »[1]. La branche bavaroise von Bray est désormais éteinte en ligne masculine au XXIe siècle[9].

3e branche (éteinte).
François-Alexandre de Bray (né en 1700), seigneur de Flesselles (basse justice) après son achat en 1744 à la famille de Prégy est l'auteur de la troisième branche. Marié en 1724 à Antoinette de Court, il est reçu en 1755 conseiller en la Cour des monnaies de Paris et anobli par ces fonctions. Son fils, Alexandre-François de Bray, ancien marchand drapier à Amiens chevalier, seigneur de Flesselles (basse justice), est reçu en 1770 avocat du roi Louis XVI au bureau des finances d'Amiens. Il prend part en 1789 aux assemblées de la noblesse tenues dans cette ville. Il a lui-même deux fils qui furent les derniers représentants de leur branche et dont l'un fut massacré lors du débarquement de Quiberon en 1795.

## Titres
- Baron le 26 avril 1827 pour la branche française[1],[4].
- Comte le 20 février 1813 par diplôme du roi de Bavière pour la branche fixée en Bavière (confirmée ensuite noble en France le 29 juin 1819 et autorisée à relever "Steinburg" le 27 juin 1848[1],[4].

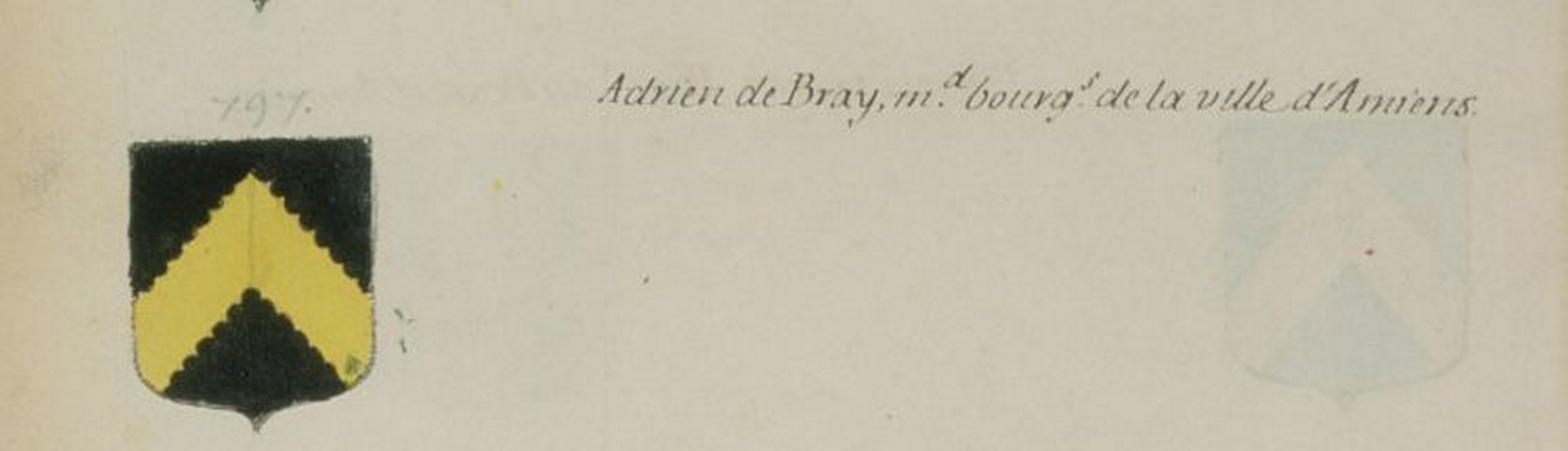
Blason d'Adrien de Bray marchand et bourgeois d'Amiens, enregistré à l'Armorial Général de France en 1696.

## Armes

### Armes anciennes
Armes anciennes enregistrées en 1696 à l’Armorial général de France par les membres de la famille de Bray qui appartenaient à la bourgeoisie d’Amiens :

Armes anciennes

- Adrien de Bray, marchand, bourgeois de la ville d’Amiens : De sable, à un chevron engrelé d’or[11].
- Jean de Bray, curé, prêtre de la paroisse d’Etinchen : De sable, à un chevron engrelé d’or, chargé à la pointe d’une macle de sinople[12].
- Louis de Bray, marchand, bourgeois de la ville d’Amiens : De sable, à une fasce chevron engrelée d’argent[13].

Armes modernes

### Armes modernes
- La famille de Bray a adopté les armes suivantes qui sont celles de l'ancienne famille normande de Bray et qui lui ont été reconnues par les lettres patentes de 1819 et de 1827 : d'argent au chef de gueules chargé d'un lion léopardé d'or.[1]
- Armes concédées à la branche bavaroise par les lettres patentes de 1813 : d'azur à une fasce d'or chargée d'un croissant figuré d'argent, accosté de deux étoiles du même, la fasce accompagnée en pointe d'une tour de gueules ouverte de sable. Couronne de comte, supports deux lions[1].

## Alliances
Les principales alliances de la famille sont :
- Branche française de Bray[1] : Godde (1654), Le Maire (1687), Galand (1718), Taillet (1721), de Court (1724), Delalou (1748), Le Faon de La Tréminière (1759), Chamond (1777), de Saisseval (1786), Durieux de Gournay, Boullet, de Vérité (1793), Thierry de Ville d'Avray, de Touchebœuf-Beaumont (1850), du Bourg (1831), de Gary, de Sambucy, Le Filleul de Longthuit (1868), Léo de Tréverret (1890), Caudron de Coqueréaumont (1867), Mollerat du Jeu (1854), de Seyssel-Cressieu (1856), de La Bunodière (1899), Dauger] (1871), Le Prévost de La Moissonnière (1898).

Époque contemporaine : de Cotignon (1926), des Courtils de Merlemont] (1936), Daudier de Cassini (1958), de Fontanges de Couzan (1929), Lefebvre de Plinval-Salgues (1909), de Poulpiquet de Brescanvel (1925), Rouxelin de Formigny de La Londe (1963).
- Branche bavaroise de Bray-Steinburg[1] : von Lœwenstern (1805), von Mirbach, von Preysing Lichtenegg-Moos, Dentice di Frasso, von Rechberg (1839), von Thurn-Valsassina (1863), von Lerchenfeld (1867), von Medem (1871), Poschinger von Frauenau.
- Branche Nordrhein Westphalen: Brieden von Aschers-Leben (1840), Greve (1870), Goost (1908), Goost (1910), Willems (1948)